# Caloplaca catalinae
Caloplaca catalinae är en lavart som beskrevs av Hugo Magnusson. Caloplaca catalinae ingår i släktet orangelavar och familjen Teloschistaceae.   Inga underarter finns listade i Catalogue of Life.